# Monumento marcado

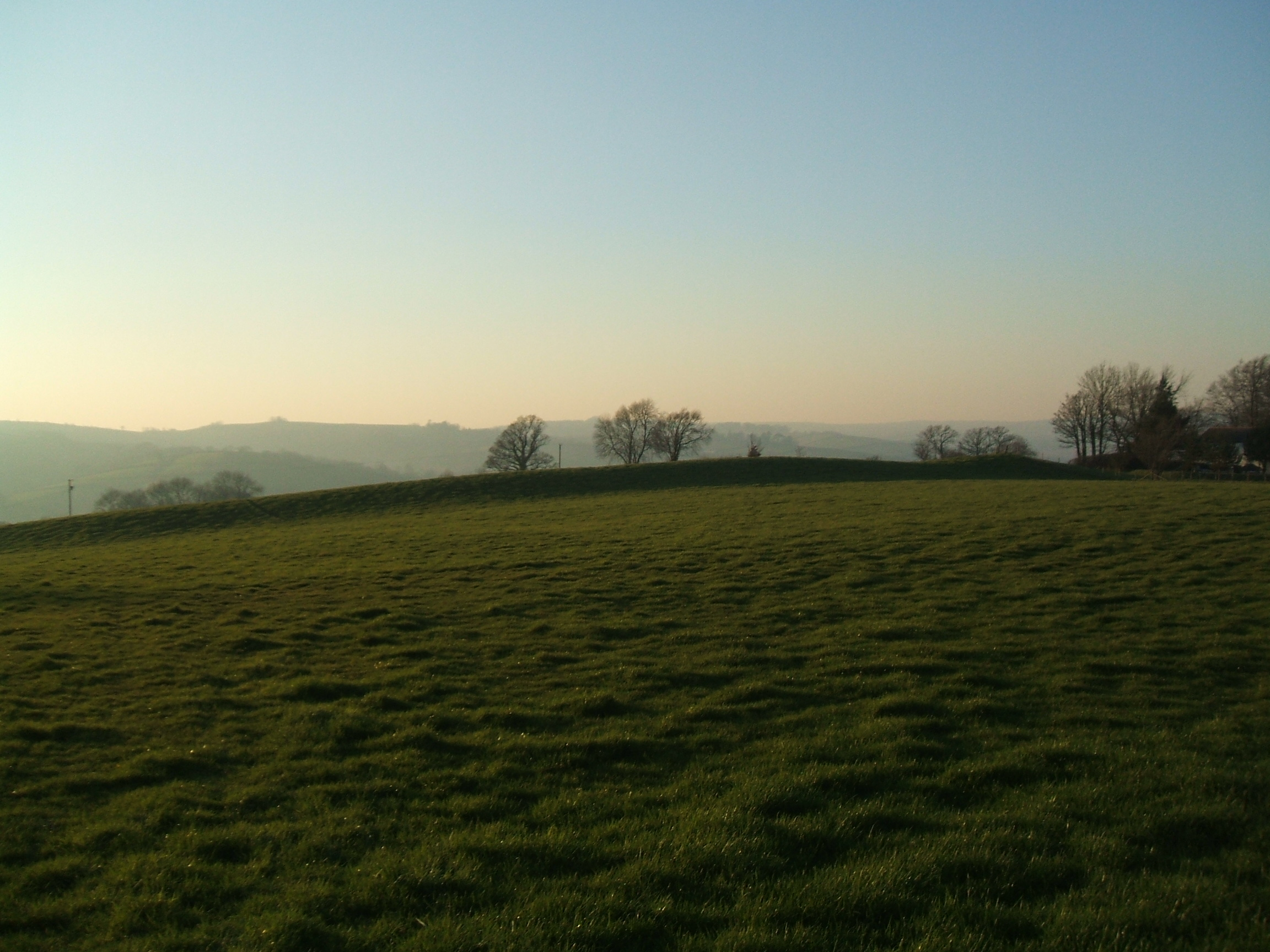
O Castelo Cranmore em Devon é uma obra da Idade do Ferro. Como muitos monumentos marcados, ele confunde-se com a paisagem e pode não ser evidente, nem mesmo para aqueles que o atravessam.

No Reino Unido, um monumento marcado é um local arqueológico ou edifício histórico de importância nacional, com protecção contra alterações não autorizadas.
Os vários diplomas legais usados para proteger legalmente os bens patrimoniais de danos e destruição são agrupados sob o termo 'designação'. A protecção fornecida aos monumentos marcados é dada pela Lei de Monumentos Antigos e Áreas Arqueológicas de 1979, que é uma lei diferente da usada para edifícios listados (que se enquadram no sistema de planeamento urbano e rural). Um bem patrimonial é uma parte do ambiente histórico que é valorizada pelo seu interesse histórico, arqueológico, arquitectónico ou artístico. Apenas alguns deles são considerados importantes o suficiente para ter protecção legal extra através de uma designação.
Existem cerca de 20.000 monumentos marcados na Inglaterra, representando cerca de 37.000 patrimónios históricos. Das dezenas de milhares de monumentos marcados no Reino Unido, a maioria são locais arqueológicos pouco vistosos, mas alguns são grandes ruínas. De acordo com a Lei de 1979, um monumento não pode ser uma estrutura ocupada como uma habitação, usada como local de culto ou protegida pela Lei de Protecção de Naufrágios de 1973.